# Джульєтта і духи
«Джульєтта і духи» (італ. Giulietta Degli Spiriti) — кінофільм режисера Федеріко Фелліні. Знятий у 1965 році на кіностудії Rizzoli Film. Перший кольоровий фільм Федеріко Фелліні.

## Проблематика
Фільм «Джульєтта і духи» (1965) був задуманий для Джульєтти Мазіни і про Джульєтту Мазіну. Фелліні виношував його дуже довго, ще з часів «Дороги». Це фільм про свободу особистості, про звільнення жінки від деспотизму чоловіки. «Намір фільму в цьому відношенні полягає в тому, щоб повернути жінці її справжню незалежність, її безперечне і невід'ємне гідність. Вільний чоловік не може відмовляти в цьому вільній жінці. Жінка не повинна бути ні мадонною, ні знаряддям насолоди, і ще менше — служницею», — говорив сам Федеріко Фелліні про своїю стрічку. Виконавиця головної ролі Мазіна зіграла тонко, переконливо, майстерно, проте фільм не викликав особливого захоплення ні у критиків, ні у глядача. А самому Фелліні приніс чимало клопоту: податкові органи звинуватили його у фінансових порушеннях. Суд постановив, що він повинен доплатити в касу держави 200000 доларів. Незважаючи на те, що вирок був явно несправедливим, Федеріко йому підкорився і разом з Джульєттою перебрався з шикарних апартаментів у скромну квартирку.

## Сюжет
У центрі уваги фільму невдале сімейне життя головної героїні. Джульєтта і її чоловік Джорджо зовсім різні й чужі люди. Залишаючись нещасною, вона все-таки намагається догодити своєму чоловікові, але він не зауважує ні її саму, ні її страждання. До того ж вона довідується, що в чоловіка з'явилася коханка. Протягом усього фільму Джульєтта бореться із внутрішніми заборонами, комплексами й суспільними устоями.
Протягом усього фільму підкреслено яскраві, «вилизані», вичищені, дизайнерськи бездоганні інтер'єри приміщень, обстановка пляжу й саду — все це контрастує з лютим сум'яттям у душі жінки, що зовні виявляє, проте, радісний, чудовий спокій.
Основна напруга фабули — протиставлення суспільних вимог і очікувань, пропонованих героїні — і, у цілому, жінці — і морально-етичного вибору, який вона робить. Духи, до яких звертається подумки Джульєтта — це суть її духовний стрижень, який вона відчула в дитинстві — і якому вона залишається вірною, всупереч зрадництву чоловіка, холодній байдужності матері й сестер, спокусам, що самовіддано любила її — дід, який утік із циркачкою.
Сцени, що алегорично ілюструють, виволікають на світло похіть і порок.

## У ролях
- Джульєтта Мазіна — Джульєтта
- Маріо Пізу — Джорджо
- Сандра Міло — Сузі / Ірис / Фанні
- Валентина Кортезе — Валентина
- Луїза Делла Ноче — Адель
- Сільва Кошина — Сільва
- Катерина Боратто — мати Джульєтти
- Хосе Луїс де Віллалонга — друг Джорджо
- Фрідріх фон Ледебур — медіум
- Альба Кансельері — Джульєтта в дитинстві
- Лу Гілберт — дідусь
- Валеска Герт — Пійма
- Мілена Вукотіч — Єлизавета, покоївка

## Нагороди
- Фільм отримав премію «Золотий глобус» за найкращий зарубіжний фільм.
- Премію Нью-Йоркського товариства кінокритиків як найкращий зарубіжний фільм.
- Три премії «Срібна стрічка» італійського Синдикату кіножурналістів: найкращій акторці другого плану, найкращому операторові та найкращому художнику-постановнику.
- Також фільм номінувався на «Оскар» у номінаціях найкращий художник по костюмах і найкращий художник-постановник, а нагород у цих номінаціях не отримав.